# 1584 no Brasil
Esta é uma cronologia dos fatos acontecimentos de ano 1584 no Brasil.

## Eventos
Iniciados
- Construção do Forte de São Filipe, na Capitania da Paraíba.
- Construção da Bateria de Nossa Senhora da Guia.
- Construção da Fortaleza de Santo Amaro da Barra Grande.

Em andamento
- Em andamento: Dinastia Filipina em Portugal (período da chamada "União Ibérica") (1580-1640).[1][2]